# Antoine Griezmann
Antoine Griezmann (IPA: [ɑ̃twan ɡʁijɛzman]; Mâcon, 21 marzo 1991) è un calciatore francese, attaccante dell'Atlético Madrid. Con la nazionale francese è stato campione del mondo nel 2018, vicecampione del mondo nel 2022 e vicecampione d'Europa nel 2016 e ha vinto la UEFA Nations League 2020-2021.
Considerato uno dei migliori calciatori della sua generazione, nel 2012 è stato inserito nella lista dei migliori calciatori nati dopo il 1991 stilata da Don Balón.
Cresciuto nella Real Sociedad, nella quale ha militato dal 2009 al 2014, nel 2014 si è trasferito all'Atlético Madrid, con cui ha vinto una Supercoppa spagnola, un'Europa League e una Supercoppa UEFA; nel 2019 è passato al Barcellona e ha poi fatto ritorno al'Atletico Madrid nel 2021. È il primatista di reti della storia dei Colchoneros in tutte le competizioni.
Con la nazionale francese ha partecipato a tre edizioni della Coppa del Mondo FIFA (2014, 2018, 2022, vincendo nel 2018), a tre edizioni dell'Europeo (2016, 2020, 2024) oltre a due della UEFA Nations League (2018-2019, 2020-2021, vincendo quest'ultima).
Ha vinto l'Onze d'or nel 2015, la scarpa d'oro e il pallone d'oro dell'Europeo nel 2016, ed è stato nominato miglior giocatore della Liga (2015-2016) e della UEFA Europa League (2017-2018), ed è stato insignito di molti altri premi.

## Biografia
Griezmann nasce nel comune di Mâcon, nel dipartimento della Saona e Loira, ed è di origini tedesche da parte paterna e da parte materna ha origini portoghesi. Dal 2017 è sposato con Erika Choperena ed è padre di 4 figli: Mia (2016), Amaro (2019) e Alba (2021), tutti nati l'8 aprile e di Shai nata il 15 giugno 2025.

## Caratteristiche tecniche
Soprannominato Le Petit Diable e Grizou, è un attaccante completo, freddo e preciso sotto porta. Dotato di grande fiuto del gol e senso della posizione, si distingue per la grande cattiveria agonistica.
Giocatore agile, tecnico e veloce, sa rendersi pericoloso anche all'esterno dell'area di rigore, in virtù di visione di gioco e abilità nei passaggi. Mancino naturale, è capace di calciare anche con il piede destro oltre ad avere una potente e precisa finalizzazione sia dalla corta che dalla lunga distanza.
Molto versatile sul piano tattico, nasce come ala su entrambe le fasce, ma sotto la guida di Diego Simeone, all'Atletico Madrid ha iniziato a giocare stabilmente da prima o seconda punta. Può anche essere impiegato da trequartista, ruolo spesso ricoperto nella rappresentativa nazionale.
È uno specialista dei calci piazzati, sia rigori che calci di punizione.

## Carriera

### Club

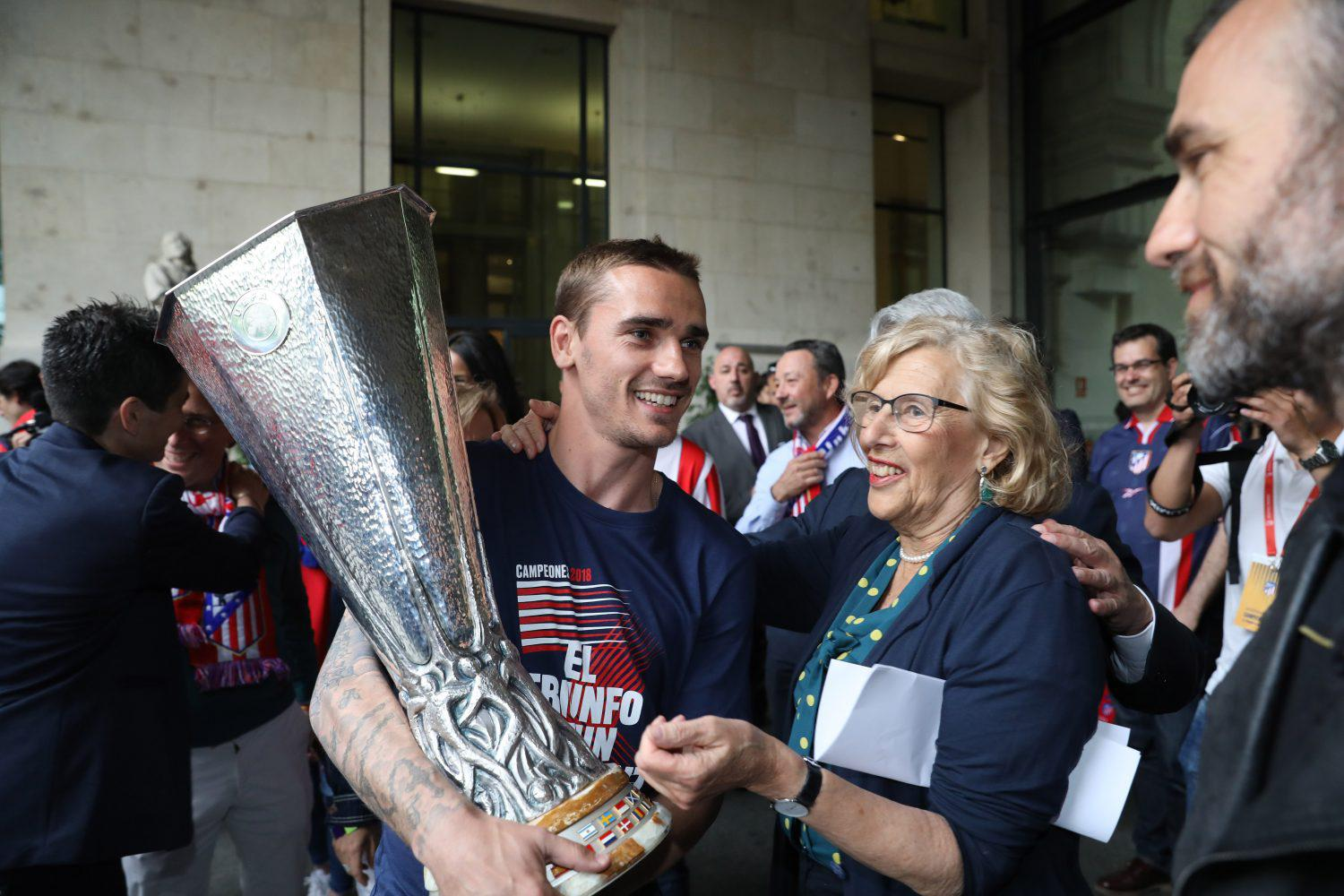
Griezmann posa con la UEFA Europa League vinta dall'Atlético Madrid nel 2018

#### Real Sociedad
Griezmann ha cominciato la sua carriera nella squadra della sua città, l'Union du Football Mâcon. In questo periodo tenta di fare diversi provini con le società professionistiche francesi per entrare a fare parte delle giovanili dei club, ma spesso è respinto dai club a causa della sua struttura fisica troppo esile.

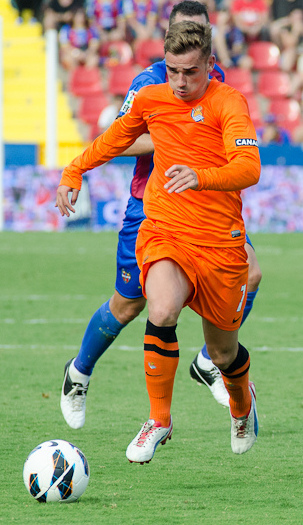
Griezmann con la maglia della nel 2012

Nel 2005, all'età di 14 anni, mentre era in prova nel Montpellier, gioca un'amichevole contro le giovanili del Paris Saint-Germain in cui la Real Sociedad lo osserva e gli offre un periodo di prova di una settimana a San Sebastián. In seguito la squadra basca allunga il periodo di prova di un'ulteriore settimana e, dopo avere contattato anche i genitori, gli offre un contratto giovanile. Inizialmente i genitori erano riluttanti a lasciare partire il figlio da solo per farlo andare a vivere in Spagna, ma hanno presto cambiato idea in seguito alle rassicurazioni del club. Inizialmente viveva con lo scout francese del club, andava a scuola a Baiona, in Francia, e alla sera si allenava con il resto della squadra.
Nel precampionato della stagione 2009-2010 è chiamato in prima squadra dall'allenatore uruguaiano Martín Lasarte. Esordisce quindi da professionista nel 2009, in Segunda División. Il 27 settembre 2009 segna la sua prima rete con un destro da fuori area alla quinta giornata nella partita casalinga contro l'Huesca, terminata 2-0. L'8 aprile 2010 firma il suo primo contratto da professionista, in cui viene inserita una clausola di rescissione pari a 30 milioni di euro. A fine stagione la Real Sociedad vince il campionato, ottenendo così la promozione, e Griezmann colleziona 39 presenze e 6 gol.
Nella stagione 2010-2011 gioca in massima serie e il primo gol nella Liga avviene in occasione della vittoria per 3-0 in casa contro il Deportivo La Coruña. Segna la sua prima doppietta in Liga nella vittoria interna contro lo Sporting Gijón per 2-1. Ottiene così la salvezza con la squadra basca piazzandosi al 14º posto e finisce la stagione con 37 presenze e 7 gol in campionato. Questa stagione comincia con un cambio di allenatore, infatti al posto di Lasarte arriva il suo connazionale Philippe Montanier. Il 10 marzo 2012, in occasione di Real Sociedad-Real Saragozza (3-2), gioca la sua partita numero 100 con la maglia della Real Sociedad in Liga e conclude la stagione con 35 presenze e 7 gol.
Nella stagione 2012-2013 va a segno dieci volte in 34 presenze. Durante il vittorioso derby (2-0 finale) contro l'Athletic Bilbao del 29 settembre 2012 segna il gol dell'1-0. Il 29 ottobre 2012 mette a segno una doppietta nella partita esterna contro il Real Valladolid. Nell'ultima giornata del campionato 2012-2013 segna il definitivo 0-1 in Deportivo-Real Sociedad, che permette alla squadra basca di qualificarsi per il preliminare di Champions League, terminando quarta nella Liga.
Il 20 agosto 2013, nell'andata del preliminare di Champions League contro l'Olympique Lione (2-0), segna il gol del vantaggio con una rovesciata dal limite dell'area. Il 5 maggio 2014, nel pareggio interno contro il Granada, raggiunge quota 200 presenze in competizioni ufficiali con la maglia della Real Sociedad.

#### Atlético Madrid

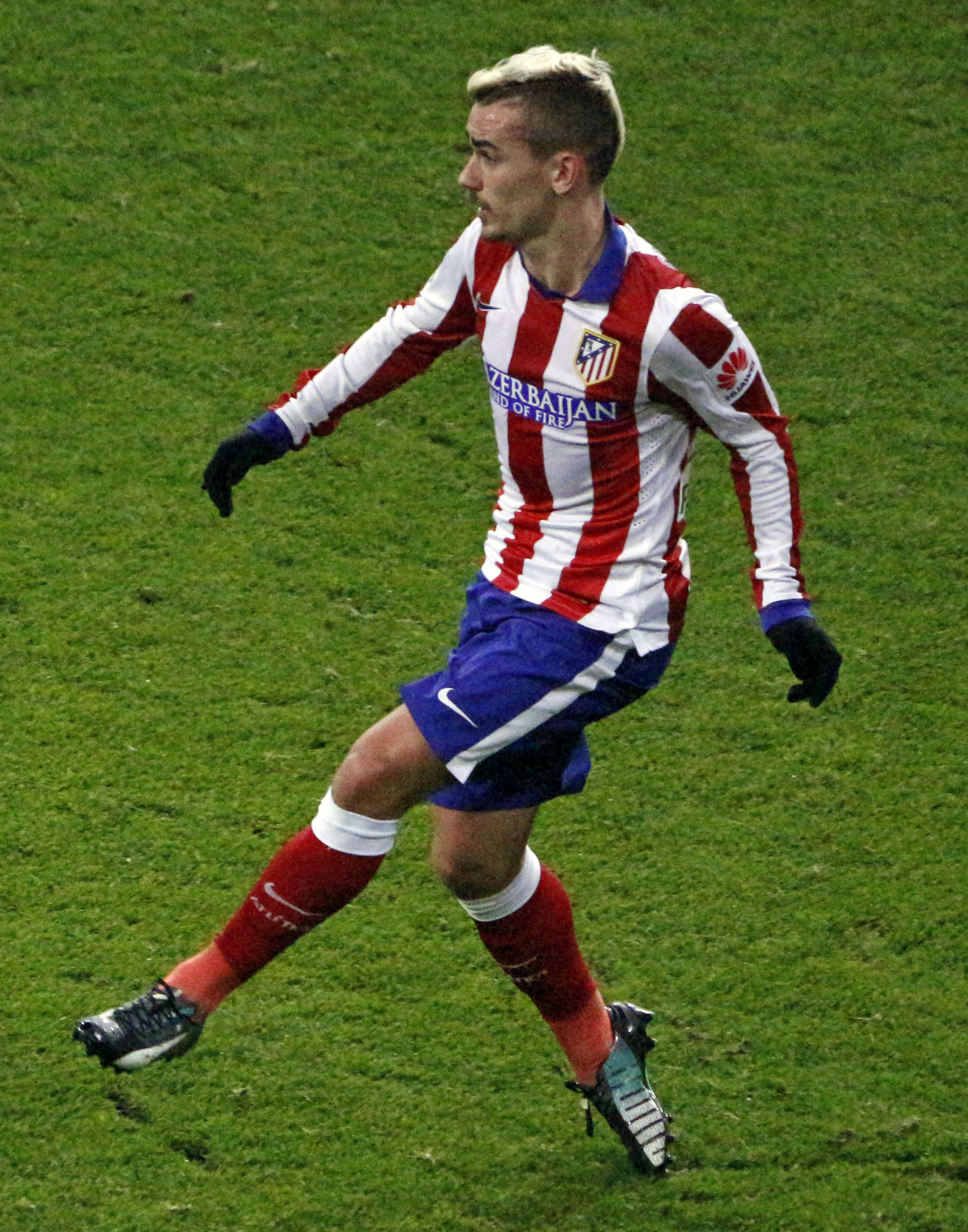
Griezmann con la maglia dell' nel 2015

Il 28 luglio 2014 l'Atlético Madrid annuncia sul proprio sito ufficiale di avere acquistato il giocatore, dopo avere pagato l'intera clausola rescissoria da 30 milioni di euro. Con i Colchoneros conquista la Supercoppa di Spagna contro i rivali del Real Madrid, giocando da titolare la gara di ritorno. Segna il suo primo gol con la nuova maglia nella partita di Champions persa per 3-2 contro l'Olympiacos. La prima marcatura in Liga arriva il 1º novembre, nella partita casalinga contro il Córdoba; Griezmann contribuirà poi al 4-2 finale con una doppietta. Il 21 dicembre segna la sua prima tripletta, nella partita vinta 4-1 contro l'Athlethic Bilbao. Il 25 aprile 2015 con la doppietta all'Elche diventa il calciatore francese più prolifico della Liga in una stagione, nonché uno tra i sette stranieri ad avere segnato più di venti gol nella stessa stagione con l'Atlético Madrid.
Il 20 aprile 2016, dopo sole due stagioni, raggiunge quota cento presenze con i Colchoneros. Il 28 maggio 2016 perde ai tiri di rigore la finale di Champions League 2015-2016 dopo avere fallito anche un calcio di rigore nel secondo tempo, terminato 1-1, calciandolo sulla traversa. Il 24 ottobre 2016 a Valencia, in occasione della cerimonia dei Premi LFP, Griezmann riceve il premio come miglior giocatore della Liga e il premio come giocatore Cinque Stelle eletto dai tifosi. Il 23 novembre 2016 eguaglia il record di gol in Champions League di Luis Aragonés, diventando il più prolifico attaccante colchonero nella massima competizione europea.
Il primo gol segnato dall'Atlético Madrid nel nuovo stadio è stato dell'attaccante francese. Il 27 settembre 2017 segna anche il primo gol in competizioni europee nel nuovo stadio, ripercorrendo le orme di Luis Aragonés. Il 28 febbraio 2018 in occasione della vittoria interna per 4-0 contro il Leganés diventa il primo calciatore francese a segnare quattro gol nella stessa partita in Liga, e allo stesso tempo raggiunge e supera quota 100 reti con la maglia dell'Atlético Madrid. L'8 aprile 2018 gioca la sua 200ª partita in rojiblanco e realizza la rete dell'1-1 nel derby di Madrid in campionato, diventando altresì il primo giocatore dell'Atlético a segnare in tre partite consecutive da ospite al Bernabéu in Liga.
Il 16 maggio 2018 durante la finale di Europa League sigla una doppietta che consente all'Atleti di vincere per 3-0 contro l'Olympique Marsiglia e di essere eletto miglior giocatore della partita. Il 31 agosto successivo viene nominato miglior giocatore dell'edizione 2017-2018 dell'Europa League.
All'inizio dell'annata 2018-2019 vince la Supercoppa UEFA 2018. Il 15 dicembre 2018, con la doppietta siglata al Real Valladolid, diventa il miglior marcatore straniero in Liga nella storia dei Colchoneros.

#### Barcellona
Il 12 luglio 2019 viene ufficializzato il suo acquisto a titolo definitivo da parte del Barcellona, che paga la clausola rescissoria da 120 milioni di euro prevista nel suo contratto; una nuova clausola rescissoria viene inserita anche nel contratto con i catalani, fissata a 800 milioni di euro. Fa il suo debutto nella prima giornata di campionato, in occasione del match perso 1-0 in casa dell'Athletic Bilbao. Il 25 agosto segna la sua prima doppietta in blaugrana, contro il Betis, contribuendo alla vittoria per 5-2 sugli andalusi. Il 22 gennaio 2020, realizzando una doppietta nella gara contro l'Ibiza, diventa il primo giocatore della stagione ad andare a segno in ogni competizione; mentre il 25 febbraio 2020, in occasione degli ottavi di finale di Champions League contro il Napoli segna il gol del definitivo 1-1, che gli permette di diventare il primo giocatore del Barcellona oltre a Messi a segnare un gol in trasferta nella fase a eliminazione diretta della massima competizione europea dal 2015.

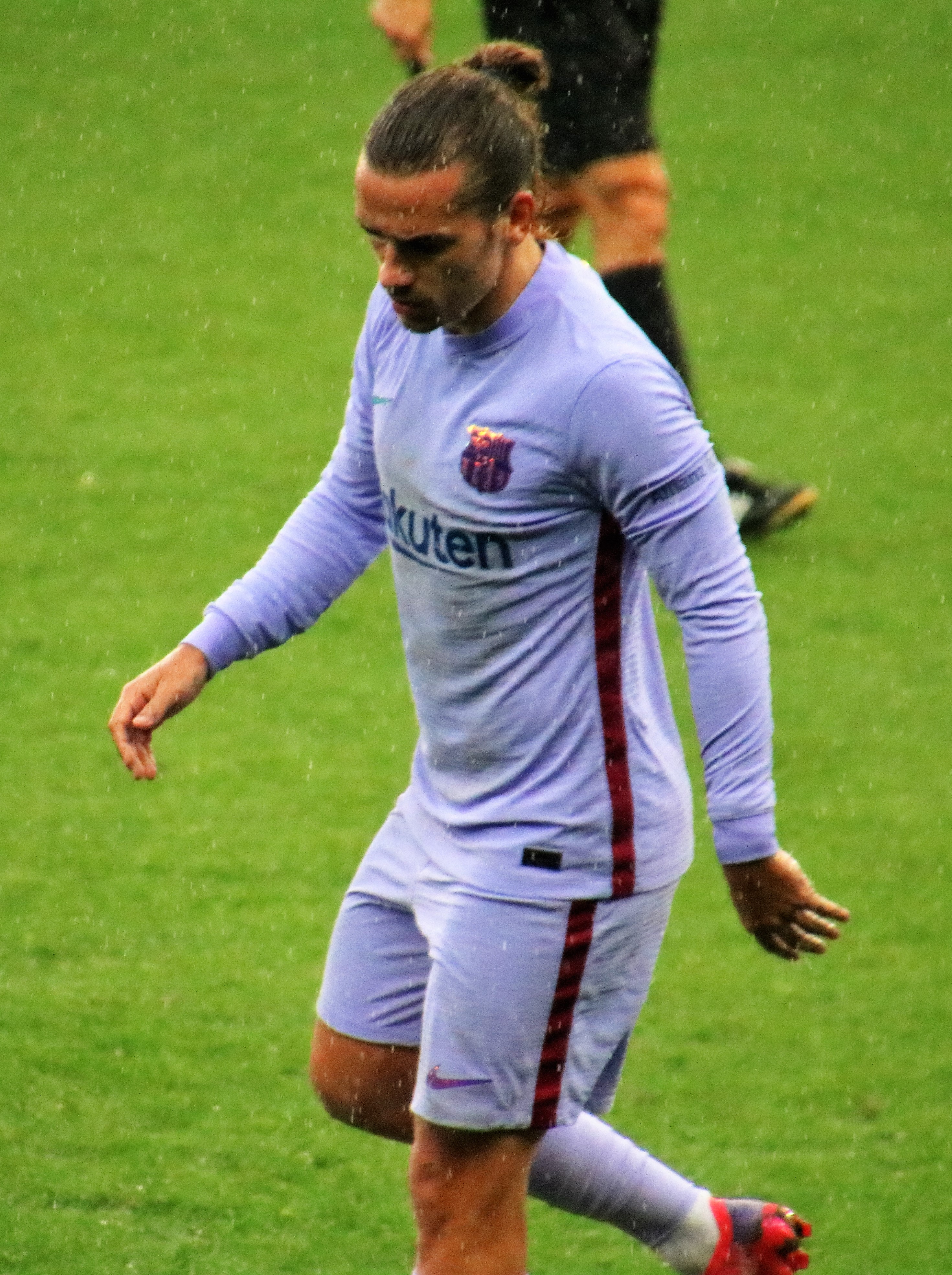
Griezmann con la maglia del Barcellona durante una partita amichevole contro il nel 2021

Il 17 gennaio 2021 segna due gol nella finale di Supercoppa di Spagna, non riuscendo però a evitare la sconfitta dei blaugrana per 2-3. Il 3 febbraio 2021 si rende protagonista di una rimonta del Barça durante la gara Copa del Rey contro il Granada: con la propria squadra sotto di due reti a 2 minuti dalla fine, segna un gol e fa l'assist decisivo a Jordi Alba negli ultimi istanti della gara, permettendo così di andare ai tempi supplementari, dove mette a segno un'altra rete e serve un altro assist, confermando il passaggio del turno, con un risultato di 3-5. Successivamente in occasione della finale, il 17 aprile, segna il primo dei quattro gol che portano i blaugrana alla vittoria. Nei successivi turni di campionato Griezmann trova spesso ottime prestazioni mettendo a segno diversi gol e assist. Tuttavia la sua esperienza in Catalogna è stata travagliata anche a causa di una difficile convivenza con Lionel Messi.

#### Ritorno all'Atlético Madrid
Il 31 agosto 2021, nell'ultimo giorno della sessione estiva del calciomercato, fa ritorno all'Atlético Madrid con la formula del prestito con opzione per un'altra stagione. Il 28 settembre realizza il suo primo gol stagionale nella partita esterna di Champions League vinta in rimonta a San Siro contro il Milan (2-1), segnando prima la rete del provvisorio pareggio e poi procurandosi il calcio di rigore trasformato da Luis Suárez che sancisce la vittoria dei colchoneros. Il 19 ottobre mette a segno una doppietta contro il Liverpool, con cui tuttavia non riesce a evitare la sconfitta dei suoi per 3-2, anche a causa di un'espulsione inflittagli dall'arbitro al 52' per una brutta entrata a gamba tesa su Firmino.
Il 12 maggio del 2022 il presidente dell'Atletico Madrid, Enrique Cerezo, annuncia la sua permanenza a Madrid anche per la stagione 2022-2023. Il 13 settembre 2022 gioca la sua trecentesima partita con la maglia dell'Atlético.
Il 10 ottobre 2022 viene ufficializzato il riscatto dal prestito, con Griezmann che firma un contratto fino al 2026. Il 16 ottobre segna il suo gol numero 100 in Liga con la maglia dell'Atlético. Il 19 dicembre 2023 Griezmann diventa il calciatore più prolifico della storia Atleti, eguagliando Luis Aragonés a 173 reti.

### Nazionale

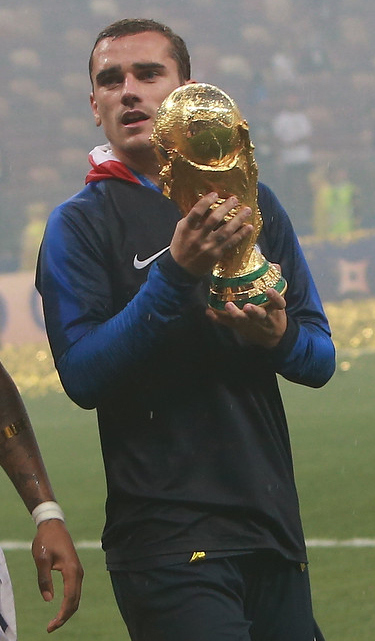
Griezmann posa con la Coppa del Mondo vinta dalla Francia nel 2018

#### Nazionali giovanili
Il 2 marzo 2010 viene convocato per la prima volta in nazionale Under-19 in occasione dell'incontro con i pari età dell'Ucraina (0-0), valido per la qualificazione al Campionato europeo di calcio Under-19 2010. Nella gara di ritorno realizza la sua prima rete in Under-19, firmando il definitivo 2-1 all'88' e regalando ai suoi la vittoria dell'incontro. Partecipa all'Europeo Under-19 nell'estate 2010, segnando una doppietta contro l'Austria (5-0) il 21 luglio e fornendo l'assist a Gaël Kakuta nella vittoria per 4-1 ai danni dei Paesi Bassi. Vanta presenze anche nelle nazionali Under-20 e Under-21.
Nell'intervallo tra le due partite valevoli per l'accesso al Campionato europeo Under-21 del 2013 (l'andata dello spareggio con la Norvegia vinto in casa per 1-0; il ritorno perso per 5-3 in trasferta) Griezmann, insieme a Yann M'Vila, M'Baye Niang, Chris Mavinga e Wissam Ben Yedder, lascia senza alcuna autorizzazione il ritiro della nazionale francese. Per questo episodio viene chiamato in causa dalla Federazione Calcistica Nazionale, che, dopo avere ascoltato le sue spiegazioni, l'8 novembre 2012 lo squalifica da qualsiasi tipo di nazionale (maggiore e/o giovanili) a partire dal 12 novembre dello stesso anno fino al 31 dicembre 2013. Di questa vicenda è vittima anche il commissario tecnico Mombaerts, che viene esonerato per non avere punito i suoi cinque calciatori.

#### Nazionale maggiore

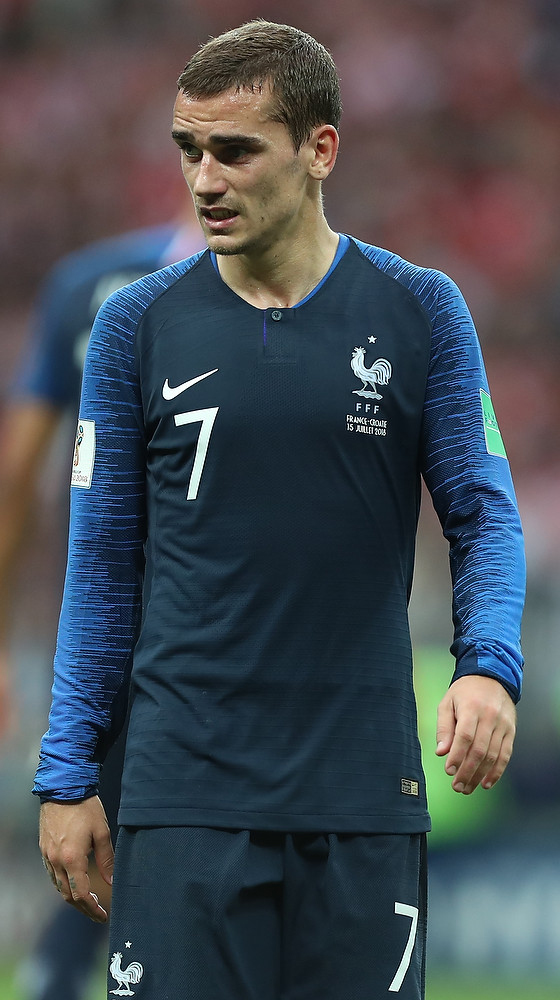
Griezmann durante la vittoriosa finale del mondiale 2018

Il 27 febbraio 2014 ottiene la sua prima convocazione in nazionale maggiore da parte del CT Didier Deschamps, in occasione della sfida contro i Paesi Bassi del 5 marzo (2-0), incontro nel quale, dopo essere stato schierato titolare, lascia il campo al 68'. Il 1º giugno 2014 segna il suo primo gol in nazionale nell'amichevole di Nizza contro il Paraguay (1-1). L'8 giugno, durante un'amichevole giocata contro la Giamaica, realizza la sua prima doppietta con la maglia dei Bleus, che gli garantisce la convocazione al campionato del mondo 2014 in Brasile, nel quale scende in campo in cinque occasioni, senza però mai andare in rete.
Viene convocato per gli Europei 2016 in Francia, in cui nella seconda partita del girone, contro l'Albania, mette a segno il primo dei due gol che permettono alla Francia di vincere 2-0. Griezmann va a segno anche negli ottavi di finale contro l'Irlanda (doppietta), nel quarto di finale contro l'Islanda e nella semifinale contro la Germania (altra doppietta). Il cammino dei Bleus si conclude con la sconfitta per 1-0 in finale maturata dopo i tempi supplementari contro il Portogallo, che non impedisce al francese di conquistare il titolo di capocannoniere del torneo con 6 gol totali e di migliore giocatore della competizione.
Viene convocato per il campionato del mondo 2018 in Russia, dove esordisce con la vittoria contro l'Australia, firmando il gol del momentaneo 1-0 su calcio di rigore. Segna sempre su rigore anche nella vittoria per 4-3 contro l'Argentina. Il 15 luglio 2018 si laurea campione del mondo, vincendo la finale del torneo contro la Croazia. Nel corso della partita è autore del momentaneo 2-1 su calcio di rigore, marcatura che riporta i Bleus in vantaggio; viene inoltre eletto migliore in campo alla fine dell'incontro.
Nel 2018 scende in campo in tutte le gare valide per la fase a gironi della neonata UEFA Nations League, pur non riuscendo a qualificarsi per le semifinali. Il 27 marzo 2019 viene inserito al primo posto nel ranking stilato dalla UEFA in base alle prestazioni fornite dai calciatori tra amichevoli, UEFA Nations League e gare di qualificazione.
Il 7 ottobre 2020, in occasione del successo per 7-1 contro l'Ucraina, raggiunge quota 32 reti diventando il quinto miglior marcatore della sua Nazionale superando Zinédine Zidane.
Convocato per Euro 2020, nel corso della manifestazione va a segno nel pareggio per 1-1 contro l'Ungheria ai gironi. Tuttavia il cammino dei transalpini s'interrompe agli ottavi ai rigori contro la Svizzera.
Il 7 settembre 2021 realizza una doppietta nella vittoria per 2-0 contro la Finlandia che gli consente di eguagliare le 41 reti segnate con la Francia da Michel Platini al terzo posto della classifica marcatori.
Nell'ottobre 2021 vince la Nations League, e, in occasione della finale vinta 2-1 contro la Spagna, ha raggiunto quota 100 presenze in nazionale, diventando il nono calciatore francese a riuscirci.
Il 12 novembre 2021 va a segno nel match vinto 8-0 contro il Kazakistan, superando Platini nella classifica marcatori.
Convocato per i Mondiali 2022, nei quarti di finale serve i 2 assist con cui i transalpini battono l'Inghilterra (2-1), raggiungendo quota 28 e superando Thierry Henry con giocatore con più assist nella storia della sua nazionale. Nella semifinale vinta con il Marocco invece raggiunge Marcel Desailly al quinto posto tra i calciatori con più partite giocate con i transalpini raggiungendo quota 116 presenze, per poi superarlo 3 giorni dopo nella finale persa ai rigori (a cui Griezmann non ha partecipato perché sostituito al 71') contro l'Argentina.
Il 12 settembre 2023, in occasione della partita amichevole persa 2-1 contro la Germania (in cui ha realizzato la rete dei bleus), raggiunge quota 123 presenze in nazionale eguagliando al 4º posto Thierry Henry.
Convocato per Euro 2024, raggiunge la semifinale coi transalpini che sono stati eliminati dalla Spagna.
Il 9 settembre seguente, in occasione del successo per 2-0 contro il Belgio in Nations League, raggiunge quota 137 partite disputate agganciando l'ex compagno di squadra Olivier Giroud a quota 137 presenze.
Il 30 settembre 2024, dopo avere racimolato 137 presenze, 44 gol e 38 assist, annuncia ufficialmente il ritiro dalla nazionale francese tramite un post sul suo profilo Instagram.

## Statistiche

### Presenze e reti nei club
Statistiche aggiornate al 23 giugno 2025.
| Stagione               | Squadra                | Campionato             | Campionato | Campionato | Coppe nazionali | Coppe nazionali | Coppe nazionali | Coppe continentali | Coppe continentali | Coppe continentali | Altre coppe | Altre coppe | Altre coppe | Totale | Totale |
| Stagione               | Squadra                | Comp                   | Pres       | Reti       | Comp            | Pres            | Reti            | Comp               | Pres               | Reti               | Comp        | Pres        | Reti        | Pres   | Reti   |
| ---------------------- | ---------------------- | ---------------------- | ---------- | ---------- | --------------- | --------------- | --------------- | ------------------ | ------------------ | ------------------ | ----------- | ----------- | ----------- | ------ | ------ |
| 2009-2010              | Real Sociedad          | SD                     | 39         | 6          | CR              | 1               | 0               | -                  | -                  | -                  | -           | -           | -           | 40     | 6      |
| 2010-2011              | Real Sociedad          | PD                     | 37         | 7          | CR              | 2               | 0               | -                  | -                  | -                  | -           | -           | -           | 39     | 7      |
| 2011-2012              | Real Sociedad          | PD                     | 35         | 7          | CR              | 3               | 1               | -                  | -                  | -                  | -           | -           | -           | 38     | 8      |
| 2012-2013              | Real Sociedad          | PD                     | 34         | 10         | CR              | 1               | 1               | -                  | -                  | -                  | -           | -           | -           | 35     | 11     |
| 2013-2014              | Real Sociedad          | PD                     | 35         | 16         | CR              | 7               | 3               | UCL                | 8                  | 1                  | -           | -           | -           | 50     | 20     |
| Totale Real Sociedad   | Totale Real Sociedad   | Totale Real Sociedad   | 180        | 46         |                 | 14              | 5               |                    | 8                  | 1                  |             | -           | -           | 202    | 52     |
| 2014-2015              | Atlético Madrid        | PD                     | 37         | 22         | CR              | 5               | 1               | UCL                | 9                  | 2                  | SS          | 2           | 0           | 53     | 25     |
| 2015-2016              | Atlético Madrid        | PD                     | 38         | 22         | CR              | 3               | 3               | UCL                | 13                 | 7                  | -           | -           | -           | 54     | 32     |
| 2016-2017              | Atlético Madrid        | PD                     | 36         | 16         | CR              | 5               | 4               | UCL                | 12                 | 6                  | -           | -           | -           | 53     | 26     |
| 2017-2018              | Atlético Madrid        | PD                     | 32         | 19         | CR              | 3               | 2               | UCL+UEL            | 6+8                | 2+6                | -           | -           | -           | 49     | 29     |
| 2018-2019              | Atlético Madrid        | PD                     | 37         | 15         | CR              | 2               | 2               | UCL                | 8                  | 4                  | SU          | 1           | 0           | 48     | 21     |
| 2019-2020              | Barcellona             | PD                     | 35         | 9          | CR              | 3               | 3               | UCL                | 9                  | 2                  | SS          | 1           | 1           | 48     | 15     |
| 2020-2021              | Barcellona             | PD                     | 36         | 13         | CR              | 6               | 3               | UCL                | 7                  | 2                  | SS          | 2           | 2           | 51     | 20     |
| ago. 2021              | Barcellona             | PD                     | 3          | 0          | CR              | -               | -               | UCL                | -                  | -                  | SS          | -           | -           | 3      | 0      |
| Totale Barcellona      | Totale Barcellona      | Totale Barcellona      | 74         | 22         |                 | 9               | 6               |                    | 16                 | 4                  |             | 3           | 3           | 102    | 35     |
| 2021-2022              | Atlético Madrid        | PD                     | 26         | 3          | CR              | 1               | 1               | UCL                | 9                  | 4                  | SS          | 0           | 0           | 36     | 8      |
| 2022-2023              | Atlético Madrid        | PD                     | 38         | 15         | CR              | 4               | 0               | UCL                | 6                  | 1                  | -           | -           | -           | 48     | 16     |
| 2023-2024              | Atlético Madrid        | PD                     | 33         | 16         | CR              | 4               | 1               | UCL                | 10                 | 6                  | SS          | 1           | 1           | 48     | 24     |
| 2024-2025              | Atlético Madrid        | PD                     | 38         | 8          | CR              | 5               | 2               | UCL                | 10                 | 6                  | Cmc         | 3           | 1           | 56     | 17     |
| Totale Atlético Madrid | Totale Atlético Madrid | Totale Atlético Madrid | 315        | 136        |                 | 32              | 16              |                    | 91                 | 44                 |             | 7           | 2           | 445    | 198    |
| Totale carriera        | Totale carriera        | Totale carriera        | 568        | 204        |                 | 55              | 27              |                    | 115                | 49                 |             | 10          | 5           | 748    | 285    |

### Cronologia presenze e reti in nazionale
| Cronologia completa delle presenze e delle reti in nazionale ― Francia | Cronologia completa delle presenze e delle reti in nazionale ― Francia | Cronologia completa delle presenze e delle reti in nazionale ― Francia | Cronologia completa delle presenze e delle reti in nazionale ― Francia | Cronologia completa delle presenze e delle reti in nazionale ― Francia | Cronologia completa delle presenze e delle reti in nazionale ― Francia | Cronologia completa delle presenze e delle reti in nazionale ― Francia | Cronologia completa delle presenze e delle reti in nazionale ― Francia |
| Data                                                                   | Città                                                                  | In casa                                                                | Risultato                                                              | Ospiti                                                                 | Competizione                                                           | Reti                                                                   | Note                                                                   |
| ---------------------------------------------------------------------- | ---------------------------------------------------------------------- | ---------------------------------------------------------------------- | ---------------------------------------------------------------------- | ---------------------------------------------------------------------- | ---------------------------------------------------------------------- | ---------------------------------------------------------------------- | ---------------------------------------------------------------------- |
| 5-3-2014                                                               | Saint-Denis                                                            | Francia                                                                | 2 – 0                                                                  | Paesi Bassi                                                            | Amichevole                                                             | -                                                                      | 68’                                                                    |
| 27-5-2014                                                              | Saint-Denis                                                            | Francia                                                                | 4 – 0                                                                  | Norvegia                                                               | Amichevole                                                             | -                                                                      | 65’                                                                    |
| 1-6-2014                                                               | Nizza                                                                  | Francia                                                                | 1 – 1                                                                  | Paraguay                                                               | Amichevole                                                             | 1                                                                      | 64’                                                                    |
| 8-6-2014                                                               | Lilla                                                                  | Francia                                                                | 8 – 0                                                                  | Giamaica                                                               | Amichevole                                                             | 2                                                                      | 71’                                                                    |
| 15-6-2014                                                              | Porto Alegre                                                           | Francia                                                                | 3 – 0                                                                  | Honduras                                                               | Mondiali 2014 - 1º turno                                               | -                                                                      |                                                                        |
| 20-6-2014                                                              | Salvador                                                               | Svizzera                                                               | 2 – 5                                                                  | Francia                                                                | Mondiali 2014 - 1º turno                                               | -                                                                      | 82’                                                                    |
| 25-6-2014                                                              | Rio de Janeiro                                                         | Ecuador                                                                | 0 – 0                                                                  | Francia                                                                | Mondiali 2014 - 1º turno                                               | -                                                                      | 79’                                                                    |
| 30-6-2014                                                              | Brasilia                                                               | Francia                                                                | 2 – 0                                                                  | Nigeria                                                                | Mondiali 2014 - Ottavi di finale                                       | -                                                                      | 62’                                                                    |
| 4-7-2014                                                               | Rio de Janeiro                                                         | Francia                                                                | 0 – 1                                                                  | Germania                                                               | Mondiali 2014 - Quarti di finale                                       | -                                                                      |                                                                        |
| 4-9-2014                                                               | Saint-Denis                                                            | Francia                                                                | 1 – 0                                                                  | Spagna                                                                 | Amichevole                                                             | -                                                                      | 57’                                                                    |
| 11-10-2014                                                             | Saint-Denis                                                            | Francia                                                                | 2 – 1                                                                  | Portogallo                                                             | Amichevole                                                             | -                                                                      | 84’                                                                    |
| 14-10-2014                                                             | Erevan                                                                 | Armenia                                                                | 0 – 3                                                                  | Francia                                                                | Amichevole                                                             | 1                                                                      | 60’                                                                    |
| 14-11-2014                                                             | Rennes                                                                 | Francia                                                                | 1 – 1                                                                  | Albania                                                                | Amichevole                                                             | 1                                                                      | 59’                                                                    |
| 18-11-2014                                                             | Marsiglia                                                              | Francia                                                                | 1 – 0                                                                  | Svezia                                                                 | Amichevole                                                             | -                                                                      |                                                                        |
| 26-3-2015                                                              | Saint-Denis                                                            | Francia                                                                | 1 – 3                                                                  | Brasile                                                                | Amichevole                                                             | -                                                                      | 74’                                                                    |
| 29-3-2015                                                              | Saint-Étienne                                                          | Francia                                                                | 2 – 0                                                                  | Danimarca                                                              | Amichevole                                                             | -                                                                      | 60’                                                                    |
| 7-6-2015                                                               | Saint-Denis                                                            | Francia                                                                | 3 – 4                                                                  | Belgio                                                                 | Amichevole                                                             | -                                                                      | 46’                                                                    |
| 13-6-2015                                                              | Elbasan                                                                | Albania                                                                | 1 – 0                                                                  | Francia                                                                | Amichevole                                                             | -                                                                      | 59’                                                                    |
| 4-9-2015                                                               | Lisbona                                                                | Portogallo                                                             | 0 – 1                                                                  | Francia                                                                | Amichevole                                                             | -                                                                      | 14’ 88’                                                                |
| 7-9-2015                                                               | Bordeaux                                                               | Francia                                                                | 2 – 1                                                                  | Serbia                                                                 | Amichevole                                                             | -                                                                      | 90’                                                                    |
| 8-10-2015                                                              | Nizza                                                                  | Francia                                                                | 4 – 0                                                                  | Armenia                                                                | Amichevole                                                             | 1                                                                      | 88’                                                                    |
| 11-10-2015                                                             | Copenaghen                                                             | Danimarca                                                              | 1 – 2                                                                  | Francia                                                                | Amichevole                                                             | -                                                                      | 78’                                                                    |
| 13-11-2015                                                             | Saint-Denis                                                            | Francia                                                                | 2 – 0                                                                  | Germania                                                               | Amichevole                                                             | -                                                                      | 80’                                                                    |
| 17-11-2015                                                             | Londra                                                                 | Inghilterra                                                            | 2 – 0                                                                  | Francia                                                                | Amichevole                                                             | -                                                                      | 64’                                                                    |
| 25-3-2016                                                              | Amsterdam                                                              | Paesi Bassi                                                            | 2 – 3                                                                  | Francia                                                                | Amichevole                                                             | 1                                                                      | 46’                                                                    |
| 29-3-2016                                                              | Saint-Denis                                                            | Francia                                                                | 4 – 2                                                                  | Russia                                                                 | Amichevole                                                             | -                                                                      | 62’                                                                    |
| 4-6-2016                                                               | Longeville-lès-Metz                                                    | Francia                                                                | 3 – 0                                                                  | Scozia                                                                 | Amichevole                                                             | -                                                                      | 46’                                                                    |
| 10-6-2016                                                              | Saint-Denis                                                            | Francia                                                                | 2 – 1                                                                  | Romania                                                                | Euro 2016 - 1º turno                                                   | -                                                                      | 66’                                                                    |
| 15-6-2016                                                              | Marsiglia                                                              | Francia                                                                | 2 – 0                                                                  | Albania                                                                | Euro 2016 - 1º turno                                                   | 1                                                                      | 68’                                                                    |
| 19-6-2016                                                              | Lilla                                                                  | Francia                                                                | 0 – 0                                                                  | Svizzera                                                               | Euro 2016 - 1º turno                                                   | -                                                                      | 78’                                                                    |
| 26-6-2016                                                              | Lione                                                                  | Francia                                                                | 2 – 1                                                                  | Irlanda                                                                | Euro 2016 - Ottavi di finale                                           | 2                                                                      |                                                                        |
| 3-7-2016                                                               | Saint-Denis                                                            | Francia                                                                | 5 – 2                                                                  | Islanda                                                                | Euro 2016 - Quarti di finale                                           | 1                                                                      |                                                                        |
| 7-7-2016                                                               | Marsiglia                                                              | Francia                                                                | 2 – 0                                                                  | Germania                                                               | Euro 2016 - Semifinale                                                 | 2                                                                      |                                                                        |
| 10-7-2016                                                              | Saint-Denis                                                            | Portogallo                                                             | 1 – 0 dts                                                              | Francia                                                                | Euro 2016 - Finale                                                     | -                                                                      |                                                                        |
| 1-9-2016                                                               | Bari                                                                   | Italia                                                                 | 1 – 3                                                                  | Francia                                                                | Amichevole                                                             | -                                                                      |                                                                        |
| 6-9-2016                                                               | Barysaŭ                                                                | Bielorussia                                                            | 0 – 0                                                                  | Francia                                                                | Qual. Mondiali 2018                                                    | -                                                                      |                                                                        |
| 7-10-2016                                                              | Saint-Denis                                                            | Francia                                                                | 4 – 1                                                                  | Bulgaria                                                               | Qual. Mondiali 2018                                                    | 1                                                                      | 83’                                                                    |
| 10-10-2016                                                             | Amsterdam                                                              | Paesi Bassi                                                            | 0 – 1                                                                  | Francia                                                                | Qual. Mondiali 2018                                                    | -                                                                      | 90+3’                                                                  |
| 11-11-2016                                                             | Saint-Denis                                                            | Francia                                                                | 2 – 1                                                                  | Svezia                                                                 | Qual. Mondiali 2018                                                    | -                                                                      | 88’                                                                    |
| 25-3-2017                                                              | Lussemburgo                                                            | Lussemburgo                                                            | 1 – 3                                                                  | Francia                                                                | Qual. Mondiali 2018                                                    | 1                                                                      |                                                                        |
| 28-3-2017                                                              | Saint-Denis                                                            | Francia                                                                | 0 – 2                                                                  | Spagna                                                                 | Amichevole                                                             | -                                                                      | 65’                                                                    |
| 2-6-2017                                                               | Saint-Denis                                                            | Francia                                                                | 5 – 0                                                                  | Paraguay                                                               | Amichevole                                                             | 1                                                                      | 80’                                                                    |
| 9-6-2017                                                               | Solna                                                                  | Svezia                                                                 | 2 – 1                                                                  | Francia                                                                | Qual. Mondiali 2018                                                    | -                                                                      | 76’                                                                    |
| 31-8-2017                                                              | Saint-Denis                                                            | Francia                                                                | 4 – 0                                                                  | Paesi Bassi                                                            | Qual. Mondiali 2018                                                    | 1                                                                      | 90’                                                                    |
| 3-9-2017                                                               | Tolosa                                                                 | Francia                                                                | 0 – 0                                                                  | Lussemburgo                                                            | Qual. Mondiali 2018                                                    | -                                                                      | 81’                                                                    |
| 7-10-2017                                                              | Sofia                                                                  | Bulgaria                                                               | 0 – 1                                                                  | Francia                                                                | Qual. Mondiali 2018                                                    | -                                                                      |                                                                        |
| 10-10-2017                                                             | Saint-Denis                                                            | Francia                                                                | 2 – 1                                                                  | Bielorussia                                                            | Qual. Mondiali 2018                                                    | 1                                                                      | 78’                                                                    |
| 10-11-2017                                                             | Parigi                                                                 | Francia                                                                | 2 – 0                                                                  | Galles                                                                 | Amichevole                                                             | 1                                                                      | 63’                                                                    |
| 14-11-2017                                                             | Colonia                                                                | Germania                                                               | 2 – 2                                                                  | Francia                                                                | Amichevole                                                             | -                                                                      | 76’                                                                    |
| 23-3-2018                                                              | Saint-Denis                                                            | Francia                                                                | 2 – 3                                                                  | Colombia                                                               | Amichevole                                                             | -                                                                      | 73’                                                                    |
| 27-3-2018                                                              | San Pietroburgo                                                        | Russia                                                                 | 1 – 3                                                                  | Francia                                                                | Amichevole                                                             | -                                                                      | 58’                                                                    |
| 28-5-2018                                                              | Saint-Denis                                                            | Francia                                                                | 2 – 0                                                                  | Irlanda                                                                | Amichevole                                                             | -                                                                      | 64’                                                                    |
| 1-6-2018                                                               | Nizza                                                                  | Francia                                                                | 3 – 1                                                                  | Italia                                                                 | Amichevole                                                             | 1                                                                      | 77’                                                                    |
| 9-6-2018                                                               | Lione                                                                  | Francia                                                                | 1 – 1                                                                  | Stati Uniti                                                            | Amichevole                                                             | -                                                                      | 69’                                                                    |
| 16-6-2018                                                              | Kazan'                                                                 | Francia                                                                | 2 – 1                                                                  | Australia                                                              | Mondiali 2018 - 1º turno                                               | 1                                                                      | 70’                                                                    |
| 21-6-2018                                                              | Ekaterinburg                                                           | Francia                                                                | 1 – 0                                                                  | Perù                                                                   | Mondiali 2018 - 1º turno                                               | -                                                                      | 80’                                                                    |
| 26-6-2018                                                              | Mosca                                                                  | Danimarca                                                              | 0 – 0                                                                  | Francia                                                                | Mondiali 2018 - 1º turno                                               | -                                                                      | 69’                                                                    |
| 30-6-2018                                                              | Kazan'                                                                 | Francia                                                                | 4 – 3                                                                  | Argentina                                                              | Mondiali 2018 - Ottavi di finale                                       | 1                                                                      | 83’                                                                    |
| 6-7-2018                                                               | Nižnij Novgorod                                                        | Uruguay                                                                | 0 – 2                                                                  | Francia                                                                | Mondiali 2018 - Quarti di finale                                       | 1                                                                      | 90+3’                                                                  |
| 10-7-2018                                                              | San Pietroburgo                                                        | Francia                                                                | 1 – 0                                                                  | Belgio                                                                 | Mondiali 2018 - Semifinale                                             | -                                                                      |                                                                        |
| 15-7-2018                                                              | Mosca                                                                  | Francia                                                                | 4 – 2                                                                  | Croazia                                                                | Mondiali 2018 - Finale                                                 | 1                                                                      |                                                                        |
| 6-9-2018                                                               | Monaco di Baviera                                                      | Germania                                                               | 0 – 0                                                                  | Francia                                                                | UEFA Nations League 2018-2019 - 1º turno                               | -                                                                      | 80’                                                                    |
| 9-9-2018                                                               | Saint-Denis                                                            | Francia                                                                | 2 – 1                                                                  | Paesi Bassi                                                            | UEFA Nations League 2018-2019 - 1º turno                               | -                                                                      | 56’ 81’                                                                |
| 11-10-2018                                                             | Guingamp                                                               | Francia                                                                | 2 – 2                                                                  | Islanda                                                                | Amichevole                                                             | -                                                                      | 60’                                                                    |
| 16-10-2018                                                             | Saint-Denis                                                            | Francia                                                                | 2 – 1                                                                  | Germania                                                               | UEFA Nations League 2018-2019 - 1º turno                               | 2                                                                      | 90+1’                                                                  |
| 16-11-2018                                                             | Rotterdam                                                              | Paesi Bassi                                                            | 2 – 0                                                                  | Francia                                                                | UEFA Nations League 2018-2019 - 1º turno                               | -                                                                      |                                                                        |
| 20-11-2018                                                             | Saint-Denis                                                            | Francia                                                                | 1 – 0                                                                  | Uruguay                                                                | Amichevole                                                             | -                                                                      | 90+2’ 90+3’                                                            |
| 22-3-2019                                                              | Chișinău                                                               | Moldavia                                                               | 1 – 4                                                                  | Francia                                                                | Qual. Euro 2020                                                        | 1                                                                      | 73’                                                                    |
| 25-3-2019                                                              | Saint-Denis                                                            | Francia                                                                | 4 – 0                                                                  | Islanda                                                                | Qual. Euro 2020                                                        | 1                                                                      | 90+1’                                                                  |
| 2-6-2019                                                               | Nantes                                                                 | Francia                                                                | 2 – 0                                                                  | Bolivia                                                                | Amichevole                                                             | 1                                                                      |                                                                        |
| 8-6-2019                                                               | Konya                                                                  | Turchia                                                                | 2 – 0                                                                  | Francia                                                                | Qual. Euro 2020                                                        | -                                                                      |                                                                        |
| 11-6-2019                                                              | Andorra la Vella                                                       | Andorra                                                                | 0 – 4                                                                  | Francia                                                                | Qual. Euro 2020                                                        | -                                                                      |                                                                        |
| 7-9-2019                                                               | Saint-Denis                                                            | Francia                                                                | 4 – 1                                                                  | Albania                                                                | Qual. Euro 2020                                                        | -                                                                      |                                                                        |
| 10-9-2019                                                              | Saint-Denis                                                            | Francia                                                                | 3 – 0                                                                  | Andorra                                                                | Qual. Euro 2020                                                        | -                                                                      |                                                                        |
| 11-10-2019                                                             | Reykjavík                                                              | Islanda                                                                | 0 – 1                                                                  | Francia                                                                | Qual. Euro 2020                                                        | -                                                                      |                                                                        |
| 14-10-2019                                                             | Saint-Denis                                                            | Francia                                                                | 1 – 1                                                                  | Turchia                                                                | Qual. Euro 2020                                                        | -                                                                      | 81’                                                                    |
| 14-11-2019                                                             | Saint-Denis                                                            | Francia                                                                | 2 – 1                                                                  | Moldavia                                                               | Qual. Euro 2020                                                        | -                                                                      |                                                                        |
| 17-11-2019                                                             | Tirana                                                                 | Albania                                                                | 0 – 2                                                                  | Francia                                                                | Qual. Euro 2020                                                        | 1                                                                      |                                                                        |
| 5-9-2020                                                               | Solna                                                                  | Svezia                                                                 | 0 – 1                                                                  | Francia                                                                | UEFA Nations League 2020-2021 - 1º turno                               | -                                                                      |                                                                        |
| 8-9-2020                                                               | Saint-Denis                                                            | Francia                                                                | 4 – 2                                                                  | Croazia                                                                | UEFA Nations League 2020-2021 - 1º turno                               | 1                                                                      | 78’                                                                    |
| 7-10-2020                                                              | Saint-Denis                                                            | Francia                                                                | 7 – 1                                                                  | Ucraina                                                                | Amichevole                                                             | 1                                                                      | 59’                                                                    |
| 11-10-2020                                                             | Saint-Denis                                                            | Francia                                                                | 0 – 0                                                                  | Portogallo                                                             | UEFA Nations League 2020-2021 - 1º turno                               | -                                                                      |                                                                        |
| 14-10-2020                                                             | Zagabria                                                               | Croazia                                                                | 1 – 2                                                                  | Francia                                                                | UEFA Nations League 2020-2021 - 1º turno                               | 1                                                                      | 83’                                                                    |
| 11-11-2020                                                             | Saint-Denis                                                            | Francia                                                                | 0 – 2                                                                  | Finlandia                                                              | Amichevole                                                             | -                                                                      | 57’                                                                    |
| 14-11-2020                                                             | Lisbona                                                                | Portogallo                                                             | 0 – 1                                                                  | Francia                                                                | UEFA Nations League 2020-2021 - 1º turno                               | -                                                                      |                                                                        |
| 17-11-2020                                                             | Saint-Denis                                                            | Francia                                                                | 4 – 2                                                                  | Svezia                                                                 | UEFA Nations League 2020-2021 - 1º turno                               | -                                                                      |                                                                        |
| 24-3-2021                                                              | Saint-Denis                                                            | Francia                                                                | 1 – 1                                                                  | Ucraina                                                                | Qual. Mondiali 2022                                                    | 1                                                                      |                                                                        |
| 28-3-2021                                                              | Astana                                                                 | Kazakistan                                                             | 0 – 2                                                                  | Francia                                                                | Qual. Mondiali 2022                                                    | -                                                                      | 59’                                                                    |
| 31-3-2021                                                              | Sarajevo                                                               | Bosnia ed Erzegovina                                                   | 0 – 1                                                                  | Francia                                                                | Qual. Mondiali 2022                                                    | 1                                                                      |                                                                        |
| 2-6-2021                                                               | Nizza                                                                  | Francia                                                                | 3 – 0                                                                  | Galles                                                                 | Amichevole                                                             | 1                                                                      | 84’                                                                    |
| 8-6-2021                                                               | Saint-Denis                                                            | Francia                                                                | 3 – 0                                                                  | Bulgaria                                                               | Amichevole                                                             | 1                                                                      | 65’                                                                    |
| 15-6-2021                                                              | Monaco di Baviera                                                      | Francia                                                                | 1 – 0                                                                  | Germania                                                               | Euro 2020 - 1º turno                                                   | -                                                                      |                                                                        |
| 19-6-2021                                                              | Budapest                                                               | Ungheria                                                               | 1 – 1                                                                  | Francia                                                                | Euro 2020 - 1º turno                                                   | 1                                                                      |                                                                        |
| 23-6-2021                                                              | Budapest                                                               | Portogallo                                                             | 2 – 2                                                                  | Francia                                                                | Euro 2020 - 1º turno                                                   | -                                                                      | 39’ 87’                                                                |
| 28-6-2021                                                              | Bucarest                                                               | Francia                                                                | 3 – 3 dts (4 – 5 dtr)                                                  | Svizzera                                                               | Euro 2020 - Ottavi di finale                                           | -                                                                      | 88’                                                                    |
| 1-9-2021                                                               | Strasburgo                                                             | Francia                                                                | 1 – 1                                                                  | Bosnia ed Erzegovina                                                   | Qual. Mondiali 2022                                                    | 1                                                                      | 90’                                                                    |
| 4-9-2021                                                               | Kiev                                                                   | Ucraina                                                                | 1 – 1                                                                  | Francia                                                                | Qual. Mondiali 2022                                                    | -                                                                      |                                                                        |
| 7-9-2021                                                               | Décines-Charpieu                                                       | Francia                                                                | 2 – 0                                                                  | Finlandia                                                              | Qual. Mondiali 2022                                                    | 2                                                                      | 90+1’                                                                  |
| 7-10-2021                                                              | Torino                                                                 | Belgio                                                                 | 2 – 3                                                                  | Francia                                                                | UEFA Nations League 2020-2021 - Semifinale                             | -                                                                      |                                                                        |
| 10-10-2021                                                             | Milano                                                                 | Spagna                                                                 | 1 – 2                                                                  | Francia                                                                | UEFA Nations League 2020-2021 - Finale                                 | -                                                                      | 90+2’                                                                  |
| 13-11-2021                                                             | Parigi                                                                 | Francia                                                                | 8 – 0                                                                  | Kazakistan                                                             | Qual. Mondiali 2022                                                    | 1                                                                      |                                                                        |
| 16-11-2021                                                             | Helsinki                                                               | Finlandia                                                              | 0 – 2                                                                  | Francia                                                                | Qual. Mondiali 2022                                                    | -                                                                      | 67’                                                                    |
| 25-3-2022                                                              | Marsiglia                                                              | Francia                                                                | 2 – 1                                                                  | Costa d'Avorio                                                         | Amichevole                                                             | -                                                                      | 75’                                                                    |
| 29-3-2022                                                              | Villeneuve-d'Ascq                                                      | Francia                                                                | 5 – 0                                                                  | Sudafrica                                                              | Amichevole                                                             | -                                                                      | 65’                                                                    |
| 3-6-2022                                                               | Saint-Denis                                                            | Francia                                                                | 1 – 2                                                                  | Danimarca                                                              | UEFA Nations League 2022-2023 - 1º turno                               | -                                                                      | 78’                                                                    |
| 6-6-2022                                                               | Spalato                                                                | Croazia                                                                | 1 – 1                                                                  | Francia                                                                | UEFA Nations League 2022-2023 - 1º turno                               | -                                                                      | 62’                                                                    |
| 10-6-2022                                                              | Vienna                                                                 | Austria                                                                | 1 – 1                                                                  | Francia                                                                | UEFA Nations League 2022-2023 - 1º turno                               | -                                                                      | 63’                                                                    |
| 13-6-2022                                                              | Saint-Denis                                                            | Francia                                                                | 0 – 1                                                                  | Croazia                                                                | UEFA Nations League 2022-2023 - 1º turno                               | -                                                                      | 80’                                                                    |
| 22-9-2022                                                              | Saint-Denis                                                            | Francia                                                                | 2 – 0                                                                  | Austria                                                                | UEFA Nations League 2022-2023 - 1º turno                               | -                                                                      | 79’                                                                    |
| 25-9-2022                                                              | Copenaghen                                                             | Danimarca                                                              | 2 – 0                                                                  | Francia                                                                | UEFA Nations League 2022-2023 - 1º turno                               | -                                                                      | Cap. 81’                                                               |
| 22-11-2022                                                             | Al Wakrah                                                              | Francia                                                                | 4 – 1                                                                  | Australia                                                              | Mondiali 2022 - 1º turno                                               | -                                                                      |                                                                        |
| 26-11-2022                                                             | Doha                                                                   | Francia                                                                | 2 – 1                                                                  | Danimarca                                                              | Mondiali 2022 - 1º turno                                               | -                                                                      | 90+3’                                                                  |
| 30-11-2022                                                             | Al Wakrah                                                              | Tunisia                                                                | 1 – 0                                                                  | Francia                                                                | Mondiali 2022 - 1º turno                                               | -                                                                      | 73’                                                                    |
| 4-12-2022                                                              | Doha                                                                   | Francia                                                                | 3 – 1                                                                  | Polonia                                                                | Mondiali 2022 - Ottavi di finale                                       | -                                                                      |                                                                        |
| 10-12-2022                                                             | Al Khor                                                                | Inghilterra                                                            | 1 – 2                                                                  | Francia                                                                | Mondiali 2022 - Quarti di finale                                       | -                                                                      | 43’                                                                    |
| 14-12-2022                                                             | Al Khor                                                                | Francia                                                                | 2 – 0                                                                  | Marocco                                                                | Mondiali 2022 - Semifinale                                             | -                                                                      |                                                                        |
| 18-12-2022                                                             | Lusail                                                                 | Argentina                                                              | 3 – 3 dts (4 – 2 dtr)                                                  | Francia                                                                | Mondiali 2022 - Finale                                                 | -                                                                      | 71’                                                                    |
| 24-3-2023                                                              | Saint-Denis                                                            | Francia                                                                | 4 – 0                                                                  | Paesi Bassi                                                            | Qual. Euro 2024                                                        | 1                                                                      | 77’                                                                    |
| 27-3-2023                                                              | Dublino                                                                | Irlanda                                                                | 0 – 1                                                                  | Francia                                                                | Qual. Euro 2024                                                        | -                                                                      |                                                                        |
| 16-6-2023                                                              | Faro                                                                   | Gibilterra                                                             | 0 – 3                                                                  | Francia                                                                | Qual. Euro 2024                                                        | -                                                                      | 75’                                                                    |
| 19-6-2023                                                              | Saint-Denis                                                            | Francia                                                                | 1 – 0                                                                  | Grecia                                                                 | Qual. Euro 2024                                                        | -                                                                      | 85’                                                                    |
| 7-9-2023                                                               | Parigi                                                                 | Francia                                                                | 2 – 0                                                                  | Irlanda                                                                | Qual. Euro 2024                                                        | -                                                                      | 87’ 90’                                                                |
| 12-9-2023                                                              | Dortmund                                                               | Germania                                                               | 2 – 1                                                                  | Francia                                                                | Amichevole                                                             | 1                                                                      | Cap.                                                                   |
| 13-10-2023                                                             | Eindhoven                                                              | Paesi Bassi                                                            | 1 – 2                                                                  | Francia                                                                | Qual. Euro 2024                                                        | -                                                                      | 87’                                                                    |
| 17-10-2023                                                             | Villeneuve d'Ascq                                                      | Francia                                                                | 4 – 1                                                                  | Scozia                                                                 | Amichevole                                                             | -                                                                      | 76’                                                                    |
| 18-11-2023                                                             | Nizza                                                                  | Francia                                                                | 14 – 0                                                                 | Gibilterra                                                             | Qual. Euro 2024                                                        | -                                                                      |                                                                        |
| 21-11-2023                                                             | Atene                                                                  | Grecia                                                                 | 2 – 2                                                                  | Francia                                                                | Qual. Euro 2024                                                        | -                                                                      | Cap. 90+2’                                                             |
| 5-6-2024                                                               | Metz                                                                   | Francia                                                                | 3 – 0                                                                  | Lussemburgo                                                            | Amichevole                                                             | -                                                                      | 81’                                                                    |
| 9-6-2024                                                               | Bordeaux                                                               | Francia                                                                | 0 – 0                                                                  | Canada                                                                 | Amichevole                                                             | -                                                                      | 87’                                                                    |
| 17-6-2024                                                              | Düsseldorf                                                             | Austria                                                                | 0 – 1                                                                  | Francia                                                                | Euro 2024 - 1º turno                                                   | -                                                                      | 90’                                                                    |
| 21-6-2024                                                              | Lipsia                                                                 | Paesi Bassi                                                            | 0 – 0                                                                  | Francia                                                                | Euro 2024 - 1º turno                                                   | -                                                                      | Cap.                                                                   |
| 25-6-2024                                                              | Dortmund                                                               | Francia                                                                | 1 – 1                                                                  | Polonia                                                                | Euro 2024 - 1º turno                                                   | -                                                                      | 61’                                                                    |
| 1-7-2024                                                               | Düsseldorf                                                             | Francia                                                                | 1 – 0                                                                  | Belgio                                                                 | Euro 2024 - Ottavi di finale                                           | -                                                                      | 23’                                                                    |
| 5-7-2024                                                               | Amburgo                                                                | Portogallo                                                             | 0 – 0 dts (3 – 5 dtr)                                                  | Francia                                                                | Euro 2024 - Quarti di finale                                           | -                                                                      | 67’                                                                    |
| 9-7-2024                                                               | Monaco di Baviera                                                      | Spagna                                                                 | 2 – 1                                                                  | Francia                                                                | Euro 2024 - Semifinale                                                 | -                                                                      | 62’                                                                    |
| 6-9-2024                                                               | Parigi                                                                 | Francia                                                                | 1 – 3                                                                  | Italia                                                                 | UEFA Nations League 2024-2025 - 1º turno                               | -                                                                      | 77’                                                                    |
| 9-9-2024                                                               | Lione                                                                  | Francia                                                                | 2 – 0                                                                  | Belgio                                                                 | UEFA Nations League 2024-2025 - 1º turno                               | -                                                                      | 79’                                                                    |
| Totale                                                                 |                                                                        | Presenze (3º posto)                                                    | 137                                                                    |                                                                        | Reti (4º posto)                                                        | 44                                                                     |                                                                        |

### Record

#### Individuali
- Uno dei due calciatori, assieme a Michel Platini, ad avere segnato più di cinque gol in una singola edizione dell'Europeo.
- Unico calciatore ad avere vinto il pallone d'oro e la scarpa d'oro dell'Europeo.
- Unico calciatore ad avere vinto il pallone d'oro dell'Europeo non vincendo il torneo.
- Calciatore ad avere segnato più gol (6) in una singola edizione dell'Europeo senza vincerlo.

#### Atlético Madrid
- Calciatore che ha segnato più reti (38) in UEFA Champions League.
- Calciatore straniero che ha segnato più reti (38) in UEFA Champions League.
- Calciatore con più marcature segnate (44) nelle competizioni UEFA per club.
- Calciatore che ha segnato più reti complessive (197).

#### Con la nazionale francese
- Miglior marcatore della nazionale francese in UEFA Nations League (4 reti).
- Calciatore ad aver servito più assist con la Francia (38).

## Palmarès

### Club

#### Competizioni nazionali
- Segunda División: 1

Real Sociedad: 2009-2010
- Supercoppa di Spagna: 1

Atlético Madrid: 2014
- Coppa di Spagna: 1

Barcellona: 2020-2021

#### Competizioni internazionali
- UEFA Europa League: 1

Atlético Madrid: 2017-2018
- Supercoppa UEFA: 1

Atlético Madrid: 2018

### Nazionale
- Campionato d'Europa Under-19: 1

Francia 2010
- Campionato mondiale: 1

Russia 2018
- UEFA Nations League: 1

2020-2021

### Individuale
- Squadra del torneo del campionato europeo di calcio Under-19: 1

2010
- Squadra dell'anno della Liga: 2

2014-2015, 2022-2023
- Squadra della stagione della UEFA Champions League: 2

2015-2016, 2016-2017
- Onze d'or (miglior calciatore militante in Europa) di Onze Mondial: 1

2015
- Capocannoniere del campionato europeo: 1

Francia 2016 (6 gol)
- Miglior giocatore del campionato europeo: 1

Francia 2016
- Squadra del torneo del campionato europeo: 1

Francia 2016
- Miglior giocatore della Liga spagnola: 1

2015-2016
- Giocatore Cinque Stelle eletto dai tifosi: 1

2015-2016
- La Liga Favorite player for the fans: 1

2015-2016
- Giocatore del Mese della Liga: 8

gennaio 2015, aprile 2015, settembre 2016, marzo 2017, febbraio 2018, dicembre 2018, marzo 2023, novembre 2023
- Squadra dell'anno UEFA: 1

2016
- Calciatore francese dell'anno: 1

2016
- Trophées UNFP per il miglior giocatore francese che gioca all'estero: 1

2016
- MVP della finale della UEFA Europa League: 1

2017-2018
- MVP della finale del campionato mondiale di calcio: 1

2018
- Calciatore della stagione della UEFA Europa League: 1

2017-2018
- Squadra della stagione della UEFA Europa League: 1

2017-2018
- Scarpa d'argento del campionato mondiale: 1

Russia 2018
- Pallone di bronzo del campionato mondiale: 1

Russia 2018
- FIFA World Cup Fantasy Team: 2

Russia 2018, Qatar 2022
- Miglior assistman del campionato mondiale di calcio: 2

Russia 2018 (3 assist), Qatar 2022 (3 assist)
- Squadra maschile dell'anno IFFHS: 1

2018
- Capocannoniere della Supercopa de España: 1

2021 (2 gol, a pari merito con Raùl Garcia)
- All-Star Team del campionato mondiale di calcio: 1

Qatar 2022

## Opere
- (FR) Derrière le sourire, con Arnaud Ramsay, Groupe Robert Laffont, 2017, ISBN 978-2-221-20195-4.